# Torre del Reformador
A 71,85 méter magas, vasból készült torony, a Torre del Reformador Guatemalaváros egyik turisztikai látványossága, a város egyik jelképe.

## Története
A tornyot 1935. július 19-én avatta fel Jorge Ubico elnök, az ország történetének egyik legmeghatározóbb elnökének, Justo Rufino Barrios tábornoknak a századik születési évfordulójára emlékezve. Eredeti neve éppen ezért Torre Conmemorativa del 19 de Julio, azaz „Július 19. Emléktorony” volt, később változtatták át Torre del Reformadorra. Galvanizált, rozsdamentes vasból készült elemeit az amerikai United States Steel Products Companytól vásárolták, az összeszerelésért a főváros akkori polgármestere, Arturo Bickford felelt. Eleinte négy hatalmas, a lábainál elhelyezett reflektorral, később neonfénnyel világították meg. A tetejére is egy nagy lámpát szereltek, amelynek a tervek szerint Guatemala nemzeti színeivel, kékkel és fehérrel kellett volna bevilágítania az eget, végül a két szín közül csak a fehér valósult meg. A toronyban található harangot a belga kormány adományozta, 1986-ban pedig újabb világítótestet szereltek fel rá, ezúttal a közeli La Aurora nemzetközi repülőtér forgalmának segítésére. A legújabb, repülést segítő lámpát 1994-ben helyezték el a tornyon, a műveletben részt vett a guatemalai légierő egyik helikoptere is.